# Eichstadt (månekrater)
Eichstadt er et nedslagskrater på Månen. Det befinder sig på den sydlige halvkugle på Månens forside imod den sydvestlige rand, så perspektivisk forkortning får det til at synes aflangt, når det ses fra Jorden. Det er opkaldt efter den tyske matematiker og astronom Lorentz Eichstadt (1596 – 1660).
Navnet blev officielt tildelt af den Internationale Astronomiske Union (IAU) i 1935. 

## Omgivelser
Eichstadtkrateret ligger i den østlige del af Montes Cordillera-bjergkæden, som omslutter Mare Orientale-nedslagsbassinet. Et par hundrede kilometer øst for Eichstadt ligger Darwin-bassinet.

## Karakteristika
Eichstadts kraterrand er tydeligt aftegnet og danner en noget ujævn cirkel. Der er små udadgående buler i omkredsen mod syd-sydøst, sydvest og nord. Der er terrasser langs den indre væg, og den øverste kant er skredet ned. I kraterbundens centrale del er der en samling lave, uvejsomme højderygge.

## Satellitkratere
De kratere, som kaldes satellitter, er små kratere beliggende i eller nær hovedkrateret. Deres dannelse er sædvanligvis sket uafhængigt af dette, men de får samme navn som hovedkrateret med tilføjelse af et stort bogstav. På kort over Månen er det en konvention at identificere dem ved at placere dette bogstav på den side af satellitkraterets midte, som ligger nærmest hovedkrateret. Eichstadtkrateret har følgende satellitkratere:
| Eichstadt | Længde  | Bredde  | Diameter |
| --------- | ------- | ------- | -------- |
| C         | 21,7° S | 76,7° V | 15 km    |
| D         | 23,5° S | 76,0° V | 7 km     |
| E         | 23,9° S | 78,3° V | 18 km    |
| G         | 22,4° S | 80,7° V | 11 km    |
| H         | 19,0° S | 79,9° V | 11 km    |
| K         | 18,2° S | 83,2° V | 13 km    |

## Måneatlas
- Billeder af Eichstadtkrateret i LPI-måneatlasset